# Pierrette Turlais
Pierrette Turlais est une éditrice française, née en 1959, fondatrice des Editions Artulis.

## Biographie
Pierrette Turlais fonde les Editions Artulis en 1999 à Paris. 
Son travail d'édition s'appuie sur de nombreuses collaborations, dont celle de la psychanalyste Claude Maillard avec qui elle publie ses premiers ouvrages.
Menées à partir d'un minutieux travail d'archives, d'une longue réflexion sur la forme du livre; les publications d'Artulis sont rares et précieuses. Elles abordent toutes de différentes manières une thématique centrale : celle de la résistance, des formes de résistances, d'insoumission et de survie.
Pierrette Turlais, qui travaille par ailleurs à la Bibliothèque Nationale de France, est également auteure, directrice de publication et préfacière.